# Інтелектуальна транспортна система

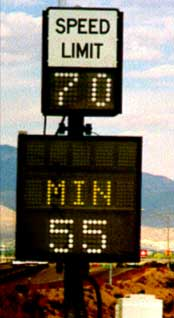
Приклад із змінним обмеженням швидкістю в Сполучених Штатах.

Інтелектуа́льна тра́нспортна систе́ма (ITS, англ. Intelligent transportation system) — транспортна система, що використовує інноваційні розробки в моделюванні і регулюванні транспортних потоків, що надає кінцевим споживачам більшу інформативність і безпеку, а також якісно підвищує рівень взаємодії учасників руху в порівнянні зі звичайними транспортними системами.
Інтелектуальні транспортні системи (абр. ІТС)— це системна інтеграція сучасних інформаційних, комунікаційних технологій і засобів автоматизації з транспортною інфраструктурою, транспортними засобами та користувачами, яка орієнтована на підвищення безпеки й ефективності транспортного процесу, комфортності для водіїв та користувачів транспорту.

## Сутність ІТС
Сучасний комплекс взаємопов'язаних автоматизованих систем, що вирішують завдання керування дорожнім рухом, моніторингу та керування роботою всіх видів автотранспорту (індивідуального, загального, відомчого), інформування громадян і підприємства про організацію транспортного обслуговування — ІТС.
Сьогодні сфера просування ІТС у світовій практиці варіюється від вирішення проблем загального транспорту, істотного підвищення безпеки дорожнього руху, ліквідації заторів у транспортних мережах, підвищення продуктивності транспортної системи до екологічних та енергетичних проблем.
У сучасних програмах ІТС реалізується функція з передачі інформації і здійснення моніторингу з ряду технічних параметрів транспортних засобів, як щодо їх бортових датчиків, так і щодо бортових комп'ютерів — контролерів електронних систем керування робочими процесами вузлів, агрегатів та систем автомобіля.
При цьому основними технічними складовими виступають засоби телематики, орієнтовані на отримання і передачу інформації з метою вирішення завдань, пов'язаних з організацією дистанційного діагностування технічного стану транспортних засобів.

## Історія ІТС
Історія ІТС почалася в США в 1986 році, коли група вчених зібралася щоб обговорити подальший напрямок розвитку сухопутних транспортних засобів. Необхідність вдосконалення була викликана тим, що станом на 1986 рік країна відчувала серйозні проблеми викликані затримками транспорту в годину пік. Особливо критичною ситуація була у містах — метрополіях, для яких час пік закінчувався тільки пізно вночі. Крім того, великі побоювання викликала безпека руху на магістралях, а також екологічний збиток, що наноситься навколишньому середовищу. Нарешті, не останню роль зіграв фактор міжнародної конкурентоспроможності, тому що до того часу основні конкуренти США вже почали впроваджувати сучасні системи управління пасажиропотоком, в основу яких було покладено принцип тотальної інформатизації (так, наприклад, в Європі активно набирав обертів проект «Прометей», а в Японії — проекти AMTICS і RACS).
Саме ці причини і стали основою для переходу від політики екстенсивного збільшення кількості магістралей в бік підвищення якості та пропускної здатності останніх. Результатом стало впровадження проекту IVHS (Intelligent Vehicle Highway Systems) вартістю 660 млн дол в 1991 році після виходу закону ISTEA (Intermodal Surface Transportation Efficiency Act). У цьому акті, зокрема, говорилося, що його метою є «… розвиток економічно ефективної національної інтермодальної транспортної системи, яка послужить опорою для успішної конкуренції країни на світовому ринку і буде обслуговувати споживачів і перевозити товари з максимальним енергозбереженням».

## ITS-4
В США функціонує четверта версія системи (ITS-4), яка має в своїй основі такі особливості:
- Здатність визначати не тільки географічне положення транспорту в режимі реального часу за допомогою технології GPS і датчиків [Архівовано 30 березня 2022 у Wayback Machine.], встановлених на маршруті, але також динамічно відслідковувати його характеристики, стан вантажу, рівень викидів транспортним засобом і т. д.
- Здатність надійно і недорого передавати великі обсяги інформації
- Здатність обробляти величезні масиви інформації за допомогою розвиненої технічної системи
- Здатність використовувати наявну інформацію для постійного поліпшення функціонування всієї транспортної мережі.